# Senat Stanów Zjednoczonych
Senat Stanów Zjednoczonych (ang. United States Senate) – ciało ustawodawcze, izba wyższa amerykańskiego Kongresu – dwuizbowego parlamentu federalnego. Senatorowie wybierani są na 6-letnią kadencję. Wybory do Senatu odbywają się co 2 lata, w każdych Amerykanie głosują na 1/3 składu izby. Ponieważ każdy stan ma dwa miejsca w Senacie, zwykle 2/3 stanów bierze udział w wyborach do Senatu w każdym dwuletnim cyklu. Ponadto stosunkowo często odbywają się wybory uzupełniające w poszczególnych stanach, gdy urzędujący senator odejdzie z izby podczas swojej kadencji.

## Kompetencje
Każda ustawa musi uzyskać poparcie zarówno w Senacie, jak i Izbie Reprezentantów. Inaczej niż ma to miejsce np. w parlamencie brytyjskim lub polskim, obie izby mają praktycznie jednakową rolę w procesie legislacyjnym i izba niższa nie ma możliwości odrzucenia stanowiska Senatu i w przypadku rozbieżności konieczne jest uzgodnienie kompromisowej wersji, która w jednym brzmieniu zostanie zaakceptowana przez obie izby.
Do kompetencji Senatu należy również m.in. zatwierdzanie (nominowanych przez prezydenta USA) sędziów Sądu Najwyższego Stanów Zjednoczonych, ambasadorów, członków rządu i innych wysokich urzędników. Zatwierdza on też, bądź odrzuca, traktaty zawierane przez Prezydenta i sądzi go (pod przewodnictwem prezesa SN) w przypadku postawienia go przez Izbę Reprezentantów w stan oskarżenia, zgodnie z procedurą zwaną impeachment (do skazania potrzebna jest kwalifikowana większość 2/3).

## Skład
W myśl Konstytucji przewodniczącym Senatu jest wiceprezydent. Bierze on udział w głosowaniu tylko w przypadku równego podziału głosów (przy remisie). Senat wybiera prezydenta (lub przewodniczącego) pro tempore (tymczasowego, ang. President pro tempore), który na co dzień (za sprawą częstej absencji wiceprezydenta) przewodniczy obradom. Nie ma on jednak głosu rozstrzygającego – jest bowiem zwyczajowo najdłuższym stażem senatorem z partii, która ma większość w danym czasie. W opinii niektórych prezydent pro tempore jest funkcją honorową, ale wielu innych z kolei twierdzi, że to on jest de facto przewodniczącym Izby.
Skład senatu odzwierciedla fakt, że USA są federacją równouprawnionych stanów. Tak więc najmniej ludny stan Wyoming (493 tys. mieszkańców) ma taką samą reprezentację jak najludniejsza Kalifornia (39,5 mln mieszkańców). Każdy z 50 stanów jest reprezentowany przez dwóch senatorów – jest więc ich obecnie 100. Konstytucja (art. V) stanowi, iż wprowadzane do niej poprawki nie mogą naruszyć zasady równej reprezentacji – żaden stan nie może być, bez swej zgody, pozbawiony równego prawa głosu.
Pierwsze posiedzenie Senatu miało miejsce 4 marca 1789. Przed 1913 senatorzy byli mianowani przez legislatywy (parlamenty stanowe). 8 kwietnia 1913 roku, weszła w życie 17. poprawka do Konstytucji Stanów Zjednoczonych, która ustanowiła bezpośrednie wybory do Senatu.
Bierne prawo wyborcze do Senatu mają osoby, które ukończyły 30 lat, są obywatelami amerykańskimi od co najmniej 9 lat i mieszkają w stanie, z którego kandydują.
W przypadku wakatu przed upływem kadencji, gubernator stanu, który taki senator reprezentował, powinien mianować nowego senatora do czasu przeprowadzenia wyborów przedterminowych na dokończenie mandatu (które odbywają się wraz z najbliższymi powszechnymi, czyli co dwa lata, poza Teksasem, gdzie ma to miejsce o wiele szybciej).
119. Kongres Stanów Zjednoczonych trwa od 3 stycznia 2025 do 3 stycznia 2027. Ostatnie wybory odbyły się 5 listopada 2024 roku. W ich wyniku w Senacie zasiadać będzie:
- 53 republikanów
- 45 demokratów
- 2 niezależnych (stowarzyszonych z demokratami).

### Obecne kierownictwo

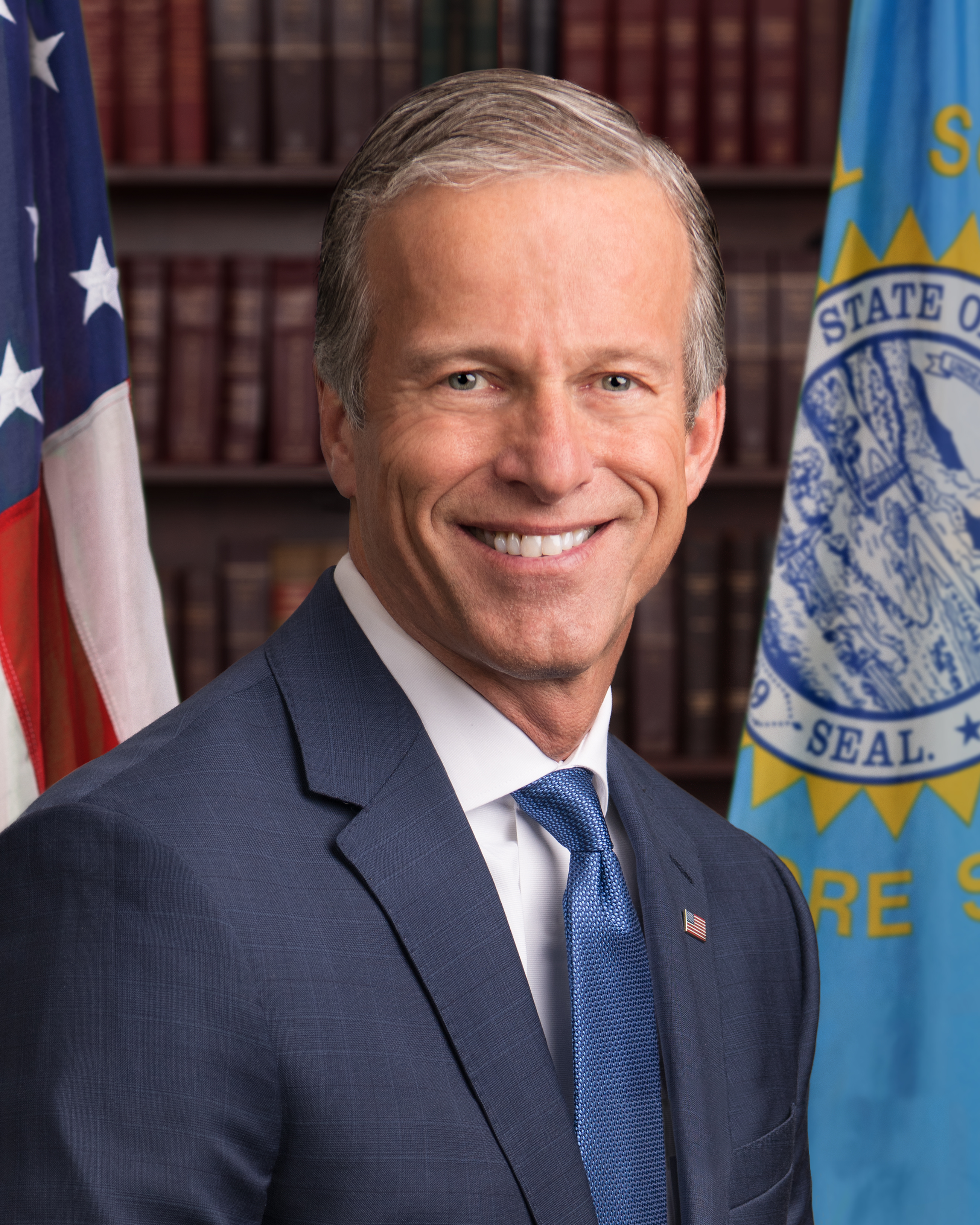
John Thune (R-Dakota Południowa), lider większości
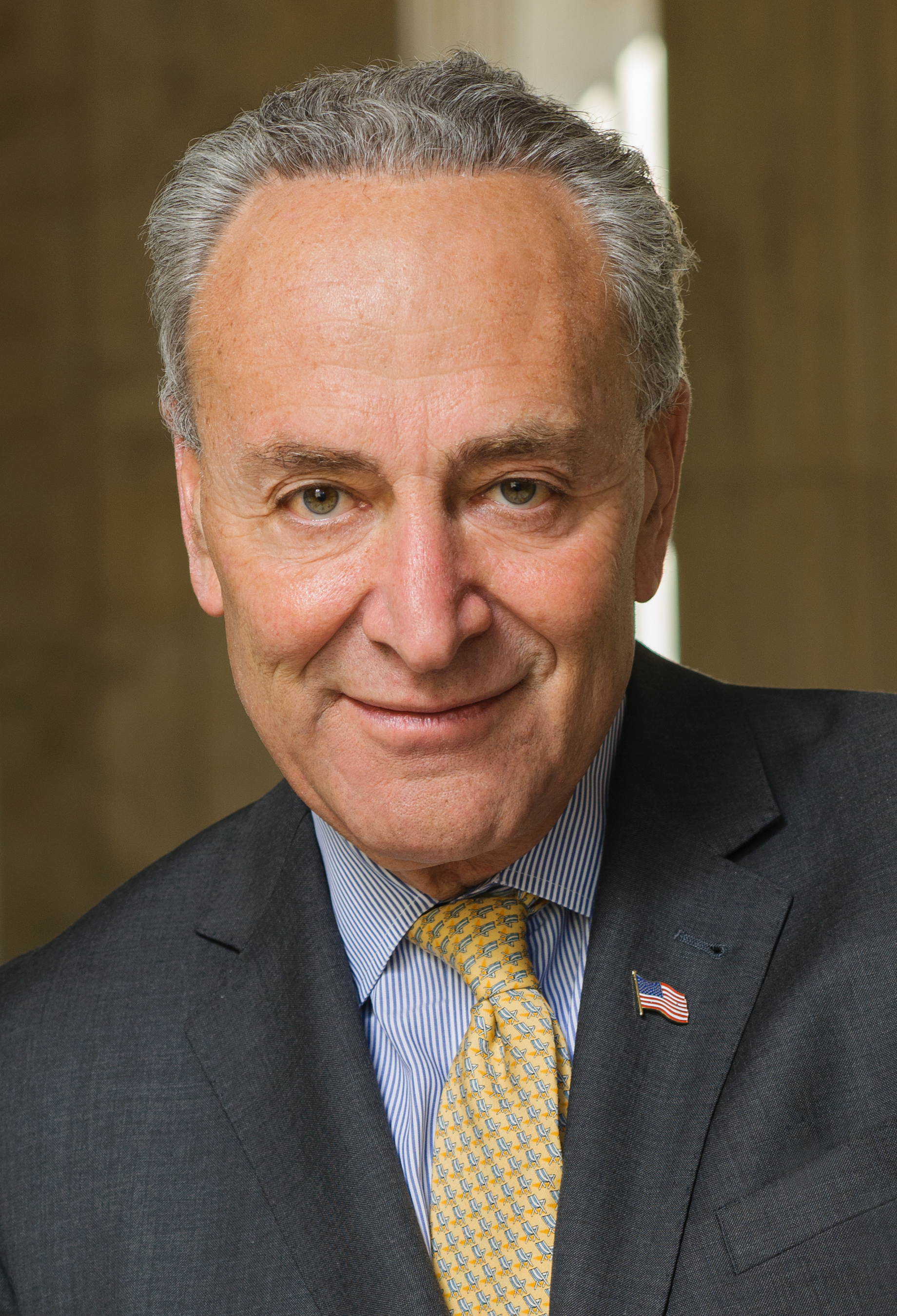
Chuck Schumer (D-Nowy Jork), lider mniejszości
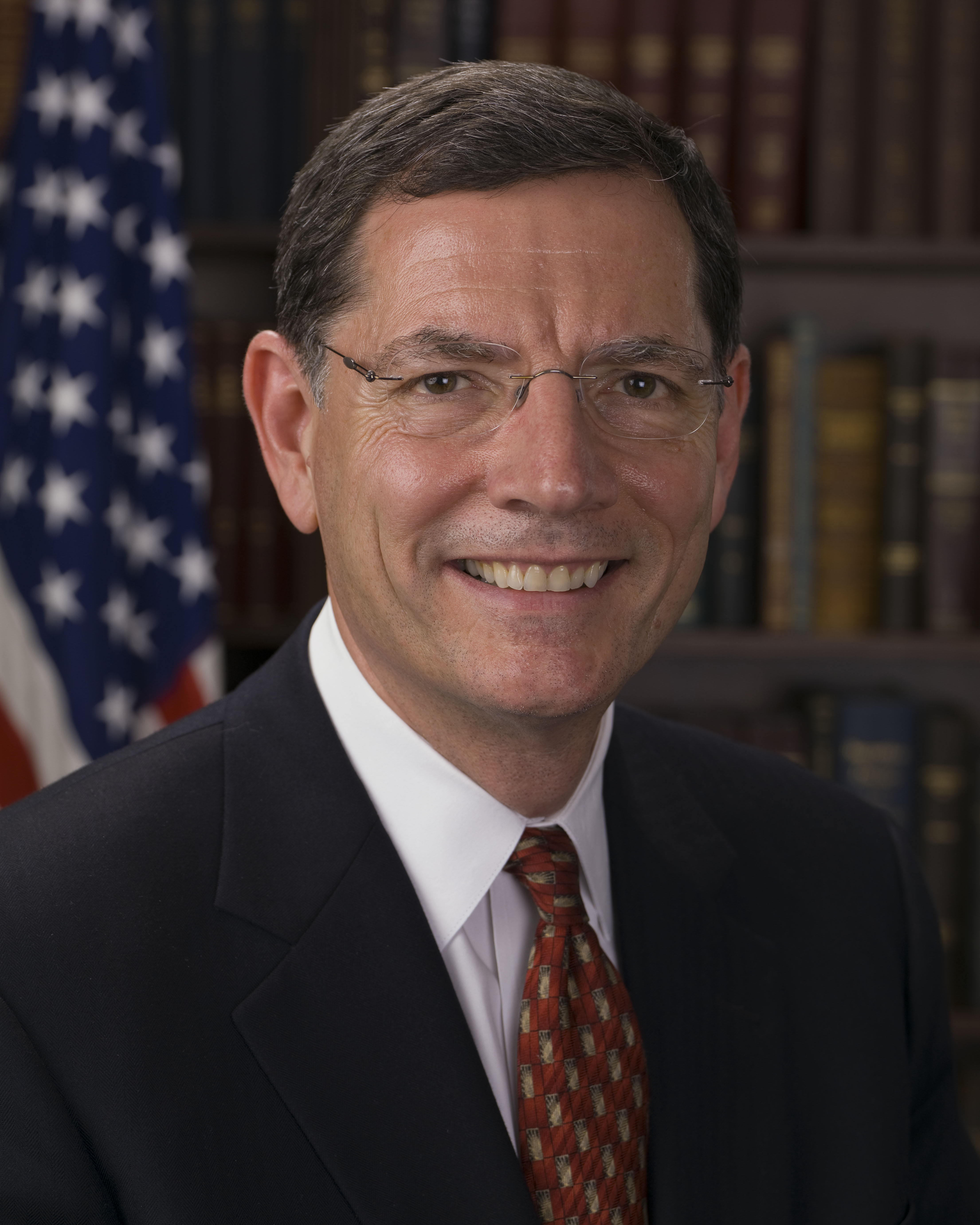
John Barrasso (R-Wyoming), whip większości
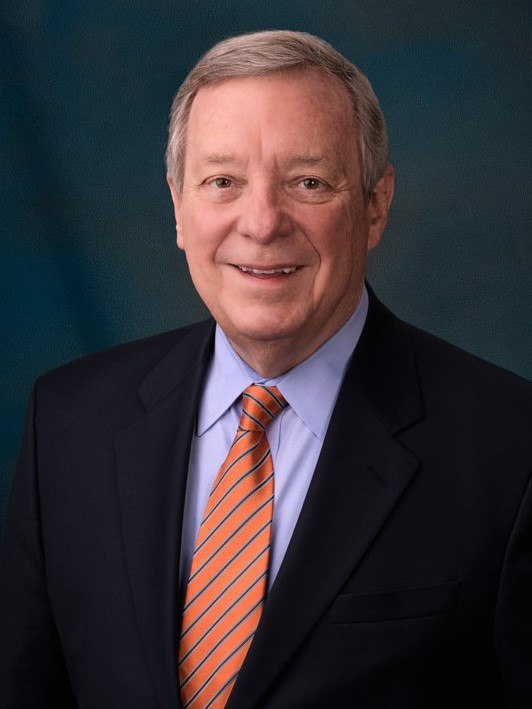
Dick Durbin (D-Illinois), whip mniejszości

### Najdłużej urzędujący senatorowie w historii
1. Robert Byrd (D-WV) – 1959–2010
2. Daniel Inouye (D-HI) – 1963–2012
3. Patrick Leahy (D-VT) – 1975–2023
4. Strom Thurmond (D,R-SC) – 1954–1956 i 1956–2003
5. Ted Kennedy (D-MA) – 1962–2009
6. Chuck Grassley (R-IA) – od 1981
7. Orrin Hatch (R-UT) – 1977–2019
8. Carl T. Hayden (D-AZ) – 1927–1969
9. John C. Stennis (D-MS) – 1947–1989
10. Ted Stevens (R-AK) – 1968–2009